# James Irving Miller
James Irving Miller (Greencastle, 24 agosto 1885 – Parigi, 22 dicembre 1963) è stato un giornalista statunitense.
Laureatosi in Ingegneria presso l'Università di Stanford nel 1910, iniziò a lavorare come ingegnere civile. Nel 1918, decise di cambiare lavoro e fu assunto dalla United Press, venendo assegnato alla sede di Buenos Aires. L'anno successivo strinse un accordo di collaborazione con il quotidiano La Prensa, che rappresentò il primo di una serie di accordi che permise all'UPI di espandersi in America Latina.
Due anni dopo, diventò Direttore generale per l'America meridionale dell'UPI e, nel 1923, fu eletto vicepresidente. Alla fine della seconda guerra mondiale, fu trasferito a Parigi come liaison fra i servizi UPI in Europa e in Sudamerica. Nel "Vecchio continente", Miller costituì anche le sedi locali UPI di Lisbona, Roma e Madrid.

## Vita privata
Miller si sposò tre volte: la prima moglie, Josephine Clark, morì nel 1924; il secondo matrimonio, avvenuto con Rosalina Coehlo Lisboa, culminò in un divorzio nel 1942; la sua terza moglie, Eloisa Maria de Andrada, gli sopravvisse.
Praticò anche pugilato a livello dilettantistico in Argentina, dove seguì i primi passi del pugile Luis Ángel Firpo.

## Premi
- Premio Maria Moors Cabot: 1940[3]